# Eria sharmae
Eria sharmae är en orkidéart som beskrevs av H.J.Chowdhery, G.S.Giri och Gaur Das Pal. Eria sharmae ingår i släktet Eria och familjen orkidéer.
Artens utbredningsområde är Arunachal Pradesh. Inga underarter finns listade i Catalogue of Life.